# Bisdom Camden
Het bisdom Camden (Latijn: Dioecesis Camdensis) is een rooms-katholiek bisdom met als zetel Camden, in de Amerikaanse staat New Jersey. Het bisdom is suffragaan aan het aartsbisdom Newark. 

## Geschiedenis
Het bisdom werd opgericht op 9 december 1937, uit delen van het bisdom Trenton. 

## Parochies
Het bisdom had in 2023 een oppervlakte van 6.967 km2 en telde 1.368.400 inwoners waarvan 35,5% rooms-katholiek was.

## Bisschoppen
- Bartholomew Joseph Eustace (16 december 1937 - 11 december 1956)
- Justin Joseph McCarthy (27 januari 1957 - 26 december 1959)
- Celestine Joseph Damiano (24 januari 1960 - 2 oktober 1967; aartsbisschop op persoonlijke titel)
  - James Louis Schad (hulpbisschop: 18 oktober 1966 - 26 januari 1993)
- George Henry Guilfoyle (2 januari 1968 - 13 mei 1989)
- James Thomas McHugh (13 mei 1989 - 7 december 1998)
- Nicholas Anthony DiMarzio (7 juni 1999 - 1 augustus 2003)
- Joseph Anthony Galante (23 maart 2004 - 8 januari 2013)
- Dennis Joseph Sullivan (8 januari 2013 - heden)
  - Joseph Andrew Williams (coadjutor: 21 mei 2024 - heden)

## Galerij van afbeeldingen

Wapen van het bisdom
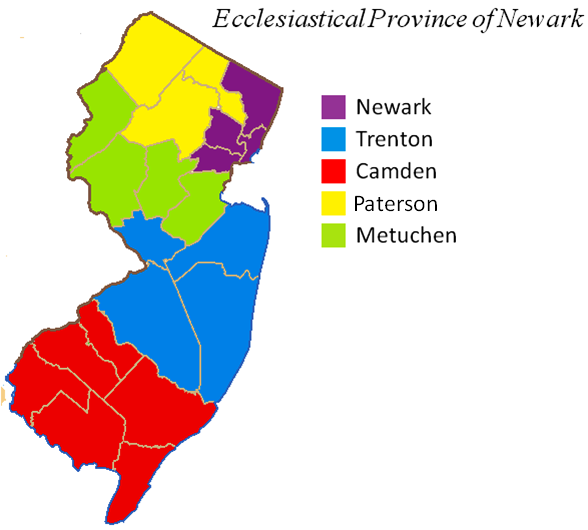
Kerkprovincie met aartsbisdom en suffragane bisdommen
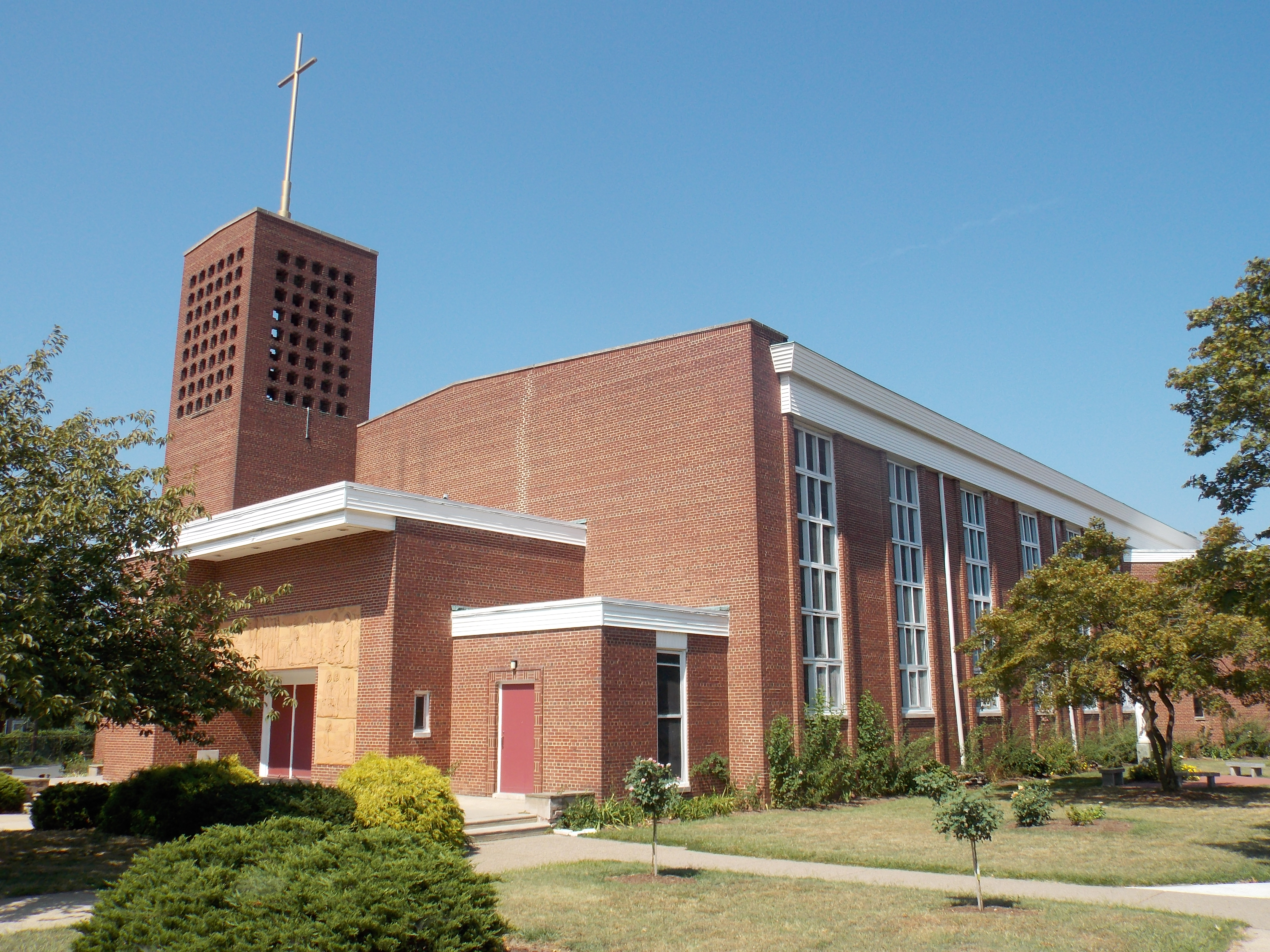
Saint Joseph Pro-Cathedral in Camden

Newark (aartsbisdom) · Camden · Metuchen · Paterson · Trenton